# Day Shift - A caccia di vampiri
Day Shift - A caccia di vampiri (Day Shift) è un film statunitense di genere action, horror, commedia del 2022 uscito su Netflix, diretto da J. J. Perry al suo debutto alla regia, con una sceneggiatura di Tyler Tice e Shay Hatten. Il protagonista è Jamie Foxx, fra gli interpreti troviamo anche Dave Franco e Snoop Dogg.

## Trama
Bud Jablonski è segretamente un cacciatore di vampiri che col mondo diurno si finge addetto alle pulizie delle piscine dei vari edifici di Los Angeles.
Per via dei suoi metodi irruenti e poco inclini a seguire il regolamento, Bud è stato cacciato dall'"Unione", ovvero un corpo speciale che si occupa di dare la caccia ai vampiri.
Per via di questo suo comportamento ha perso molti soldi e non può pagare la retta scolastica e l’apparecchio della figlia. Così, la moglie decide prima di lasciarlo, per poi pianificare di trasferirsi in Florida con la bambina. 
Bud è costretto a rientrare nell'Unione e ci riuscirà grazie alla buona parola dell'amico e collega cacciatore dell'ordine Big John Elliott (Snoop Dogg), ma per tenerlo d'occhio gli verrà affiancato un controllore goffo e precisino, Seth.
I due insieme scopriranno che in città stanno arrivando dei pezzi grossi dei vampiri è che dovranno impegnarsi molto di più nel proprio lavoro.

## Distribuzione
Il film è stato distribuito sulla piattaforma Netflix dal 12 agosto 2022.